# Chaplin i Knibe
Chaplin i Knibe er en amerikansk stumfilm fra 1914 af Mack Sennett.

## Medvirkende
- Charlie Chaplin.
- Mabel Normand som Mabel.
- Mack Sennett.
- Mack Swain.